# 양종인
양종인(1990년 1월 15일 ~ )은 대한민국의 희극 배우이다.

## 출연작

### 방송
- 웃찾사 (SBS)
  - 이미지 트레이닝 (2014.08.01 ~ 2014.08.22)
  - 우리형 (2015.01.30 ~ 2015.06.21)
  - 남자끼리 (2015.08.02 ~ 2016.06.24)
  - 해줘라 (2016.08.24 ~ )